# Open Collaboration Services
Open Collaboration Services (OCS) — спецификация программных интерфейсов класса REST для интеграции социальных интернет-коммуникаций в среды рабочего стола.
OCS был разработан в рамках OpenDesktop.org как часть проекта социального рабочего стола специально для предоставления бэкэнд-решения, в том числе и сторонним производителям.

## Модули
OCS версии 1.6 включает в себя следующие модули, каждый из которых может представлять как серверную, так и клиентскую части:
- Person — Пользовательские данные;
- Friend — Социальные графы;
- Message — Общение между пользователями;
- Activity — Отслеживание активности;
- Content — Возможность скачать контент;
- Fan — Разделение контента по предпочтениям;
- Knowledgebase — Доступ к FAQ;
- Event — Календари;
- Comments — Комментарии;
- Private data — Разграничение доступа;
- Forum — Аналог веб-форума;
- Buildservice — Возможность создания приложений.